# Loketský tunel I
Loketský tunel I je opuštěný železniční tunel na katastrálním území Údolí obce Loket na úseku trati 144 Krásný Jez–Loket mezi stanicí Údolí a Loket předměstí v km 13,444–13,509.

## Historie
Železniční trať byla postavena společností Císařsko-královské státní dráhy jako pokračování dráhy z Lokte do Krásného jezu. Stavba byla zahájená 12. října 1899 a byla dána do provozu 7. prosince 1901. Na tomto úseku byly postaveny čtyři tunely, čtyři kamenné viadukty a ocelový most přes řeku Ohři. Kolem roku 1950 byla trať rekonstruována v souvislosti s přepravou uranové rudy, která se zde těžila. V roce 1997 byl na trati provoz zastaven.

## Popis
Tunel se nachází na vyřazené trati Loket předměstí–Horní Slavkov–Kounice v blízkosti mostu přes silnici II/209 a potoka Stoka u Údolí v Chráněné krajinné oblasti Slavkovský les. Tunel vyražený v úbočí vrchu U Lovčí komory (618 m n. m.) v nadmořské výšce 425 m a je dlouhý 64,5 m.